# Zuñeda
Zuñeda ist Dorf mit nur noch 57 Einwohnern (Stand: 2024) in der Comarca La Bureba im Osten der Provinz Burgos innerhalb der autonomen Gemeinschaft von Kastilien-León in Spanien.

## Lage und Klima
Der Ort Zuñeda am Zusammenfluss mehrerer Bäche (arroyos) in einer Höhe von ca. 725 m. Die Provinzhauptstadt Burgos ist etwa 56 km (Fahrtstrecke) in südwestlicher Richtung entfernt. Die sehenswerten Orte Briviesca und Pancorbo liegen ca. 14 km südwestlich bzw. 15 km nordöstlich. Das Klima ist gemäßigt bis warm; der für spanische Verhältnisse reichliche Regen (ca. 705 mm/Jahr) fällt – mit Ausnahme der eher trockenen Sommermonate – übers Jahr verteilt.

## Bevölkerungsentwicklung
| Jahr      | 1857 | 1900 | 1950 | 2000 | 2017 |
| Einwohner | 307  | 207  | 293  | 84   | 58   |

Die seit den 1950er Jahren deutlich gesunkenen Einwohnerzahlen sind als Folge der Mechanisierung der Landwirtschaft und der Aufgabe bäuerlicher Kleinbetriebe zu sehen.

## Wirtschaft
Das Gebiet der Comarca La Bureba ist schon seit alters her ein Weizenanbaugebiet, aber auch Sonnenblumen und Leguminosen werden ausgesät. 

## Geschichte
Man vermutet, dass die Geschichte des Ortes bis ins 9. Jahrhundert zurückreicht. Die Ursprünge könnten mit einer römischen Villa zusammenhängen, die auf dem Gemeindegebiet an der ehemaligen Römerstraße Aquitanien–Finisterre gelegen war. Der Name Zuñeda, so wie wir ihn heute benutzen, ist zum ersten Mal auf einem Pergament im Benediktinerkloster San Pedro de Cardeña vom 19. Mai 1085 zu lesen.

## Sehenswürdigkeiten
- Zum Ortsbild gehört das Stadttor Torreón de influencia mudéja von dem noch Türme und Zinnen erhaltenen sind. Es stammt aus dem 16. Jahrhundert.
- Östlich liegt die Kirche San Andrés aus dem 17. Jahrhundert. Das Tor besitzt im Inneren drei Etagen, die durch Holzbalken getrennt sind. Der Zugang zum Turm war durch eine Tür im Südosten möglich sowie über eine andere, die sich auf der Nordseite befindet. Erstere ist schwer beschädigt.